# Cardington (Bedfordshire)
Cardington – wieś w Anglii, w hrabstwie ceremonialnym Bedfordshire, w dystrykcie (unitary authority) Bedford. Leży 4 km na południowy wschód od centrum miasta Bedford i 71 km na północ od centrum Londynu W 2001 miejscowość liczyła 316 mieszkańców.